# Krumstedt
Krumstedt là một đô thị ở huyện Dithmarschen, trong bang Schleswig-Holstein, nước Đức. Đô thị Krumstedt có diện tích 15,89 km², dân số thời điểm 31 tháng 12 năm 2006 là 543 người.